# Хуан Нардоні
Хуан Нардоні (ісп. Juan Ignacio Nardoni, нар. 14 липня 2002, Нельсон) — аргентинський футболіст, півзахисник клубу «Расінг» (Авельянеда). Виступав також за клуб «Уніон». Володар Південноамериканського кубка. Переможець Рекопи Південної Америки.

## Ігрова кар'єра
Хуан Нардоні народився 2002 року, та є вихованцем футбольної школи клубу «Уніон», у якому в 2019 році розпочав професійну кар'єру. У складі «Уніона» футболіст грав до 2022 року, взявши участь у 60 матчах чемпіонату.
У 2023 році Нардоні став гравцем клубу «Расінг» (Авельянеда). У складі команди півзахисник у 2024 році став володарем Південноамериканського кубка, а в 2025 році став переможцем Рекопи Південної Америки.

## Виступи за збірну
У 2024 році Хуана Нардоні включили до складу олімпійської збірної Аргентини для участі в літніх Олімпійських іграх 2024 року, проте на самому турнірі футболіст на поле не виходив.

## Титули і досягнення
- Володар Південноамериканського кубка (1):

«Расінг» (Авельянеда): 2024
- Переможець Рекопи Південної Америки (1):

«Расінг» (Авельянеда): 2025